# Ángel Ortega
Fray Ángel Ortega Pérez fue un fraile franciscano del Monasterio de La Rábida (provincia de Huelva, España) que, en 1925, publicó una obra titulada La Rábida. Historia documental crítica, en cuatro volúmenes, que constituye una de las mayores recopilaciones documentales de la historiografía de los llamados lugares colombinos, especialmente sobre las localidades de Palos de la Frontera, cuna del Descubrimiento de América, y Moguer.